# Alireza Rezaei
Alireza Rezaei, född den 11 juli 1976 i Teheran, Iran, är en iransk brottare som tog OS-silver i supertungviktsbrottning i fristilsklassen 2004 i Aten. 